# 行幸

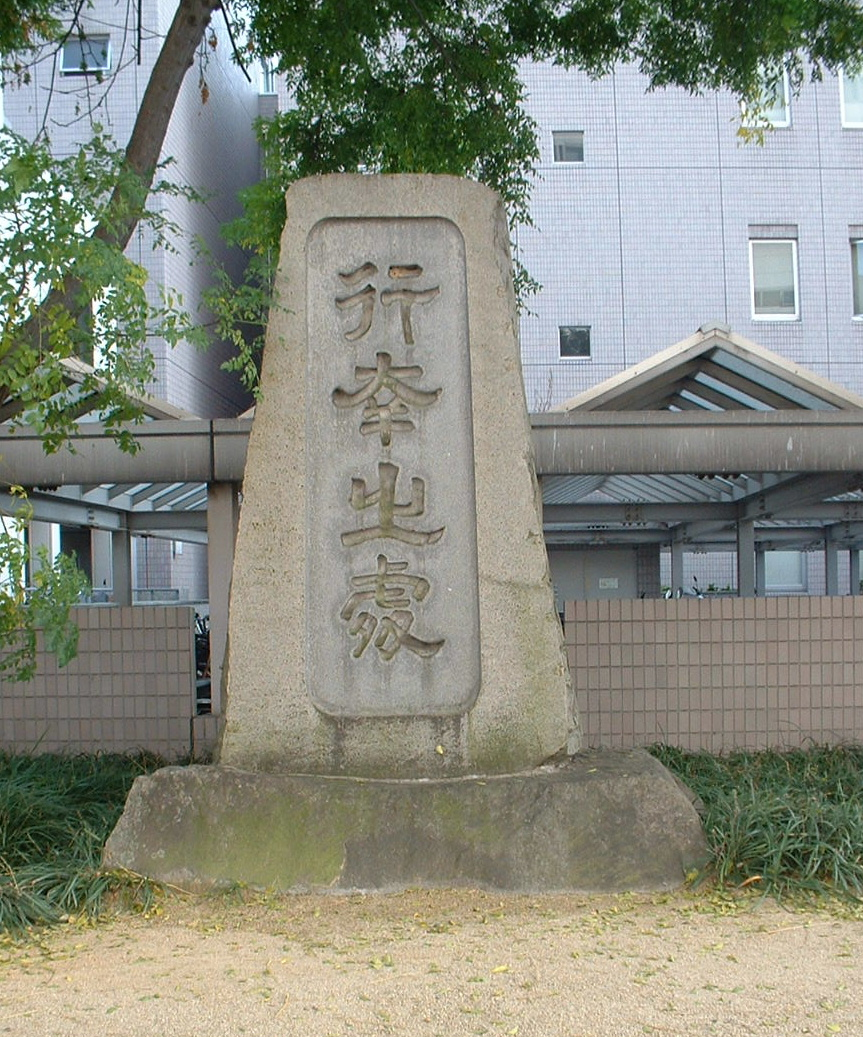
昭和天皇行幸碑の例（広島県福山市）

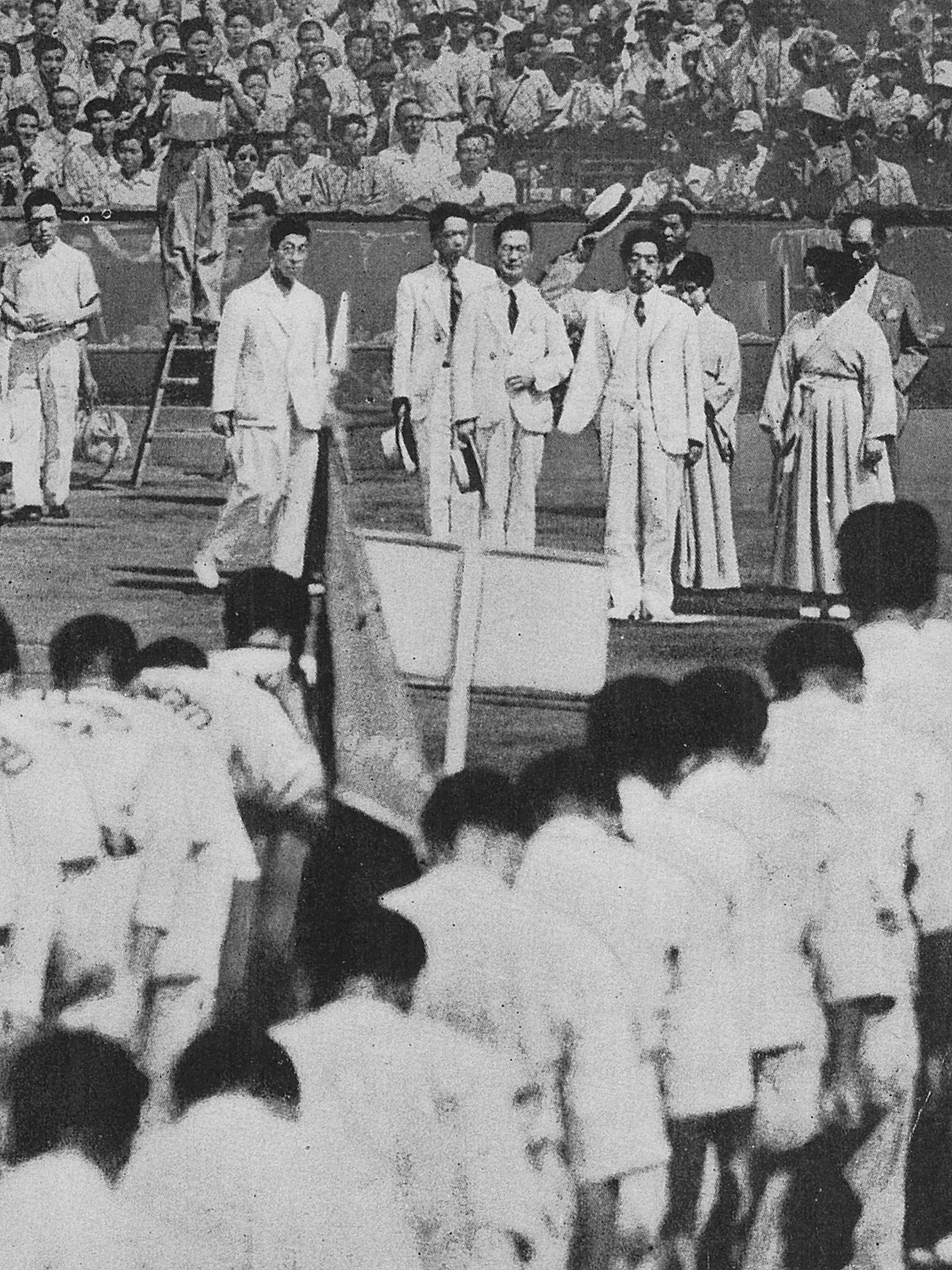
第18回都市対抗野球大会開幕式における昭和天皇、香淳皇后、三笠宮崇仁親王の行幸啓（1947年8月3日）

行幸（ぎょうこう、みゆき）とは、天皇が居所から外出することである。目的地が複数ある場合は特に巡幸という。
また、御幸（ごこう、ぎょこう、みゆき）という場合もあるが、これは上皇・法皇・女院に対しても使う。

## 語法
皇后・皇太后・皇太子・皇太子妃の外出を行啓（ぎょうけい）/巡啓（じゅんけい）というほか、行幸と併せて行幸啓（ぎょうこうけい）/巡幸啓（じゅんこうけい）という。単に「行幸啓」といった場合には、天皇と皇后が一緒に外出することを指す場合が多い。
行幸啓した皇族が外出先から帰ることを還幸（かんこう）、還啓（かんけい）、還幸啓（かんこうけい）という。
日本書紀には「天皇幸」で、天皇の行幸となり、「天皇至自」で、天皇の還幸と言う意味になっている。一方、「天皇」が外れると、皇族もしくはそれに近い者の行幸、還幸と言う意味になる。行幸して儀式などに臨む場合、臨幸(りんこう)という。

これら以外の皇族の外出は御成り・お成り（おなり）、お成りをした皇族が外出先から帰ることを御帰還（ごきかん）という。
行幸の際に宿泊するところを行宮（あんぐう、かりみや）という。
行幸に際し、地名や社名が付く場合がある。特に、目的地を持った行幸には地名が付くことがある。例えば、住吉大社に行幸する場合は「住吉行幸」などと呼ばれる。また、鎌倉時代の書物の中には「鞍馬御幸」などの表記もうかがえる。江戸時代に入ると、慶安4年2月25日（1651年4月15日）の後光明天皇による朝覲行幸以後、文久3年3月11日（1863年4月28日）の孝明天皇による上賀茂神社・下鴨神社行幸まで行幸は行われなかった（ただし、火災等による御所移動時の行幸は除く。また、天保8年（1837年）には江戸幕府との合意によって仁孝天皇による朝覲行幸が計画されていたが、対象となる光格上皇の病気と崩御によって実現されなかった）。明治の「東京行幸」は行幸という言葉を使い、その形態を装っているが、実質的な東京奠都という意味で用いられる。
現在、宮内庁法他に用いられる法令用語でもある。

## 官報
独立行政法人国立印刷局が発行する官報には、天皇・皇后の行幸啓があった場合、下記の項目が掲載される。
- 行幸啓した者（天皇の行幸・皇后の行啓・両者の行幸啓）
- 行幸啓先とその目的
- 出門と還幸啓の日時

具体的には、下記の例のように掲載される。
天皇陛下は、九月二十八日午後零時四十一分御出門、第百六十五回国会開会式に御臨場のため、国会議事堂へ行幸、同一時十九分還幸になった。
（平成18年10月2日月曜日付官報第4434号より引用）

## 歴史上著名な行幸啓
第107代後陽成天皇

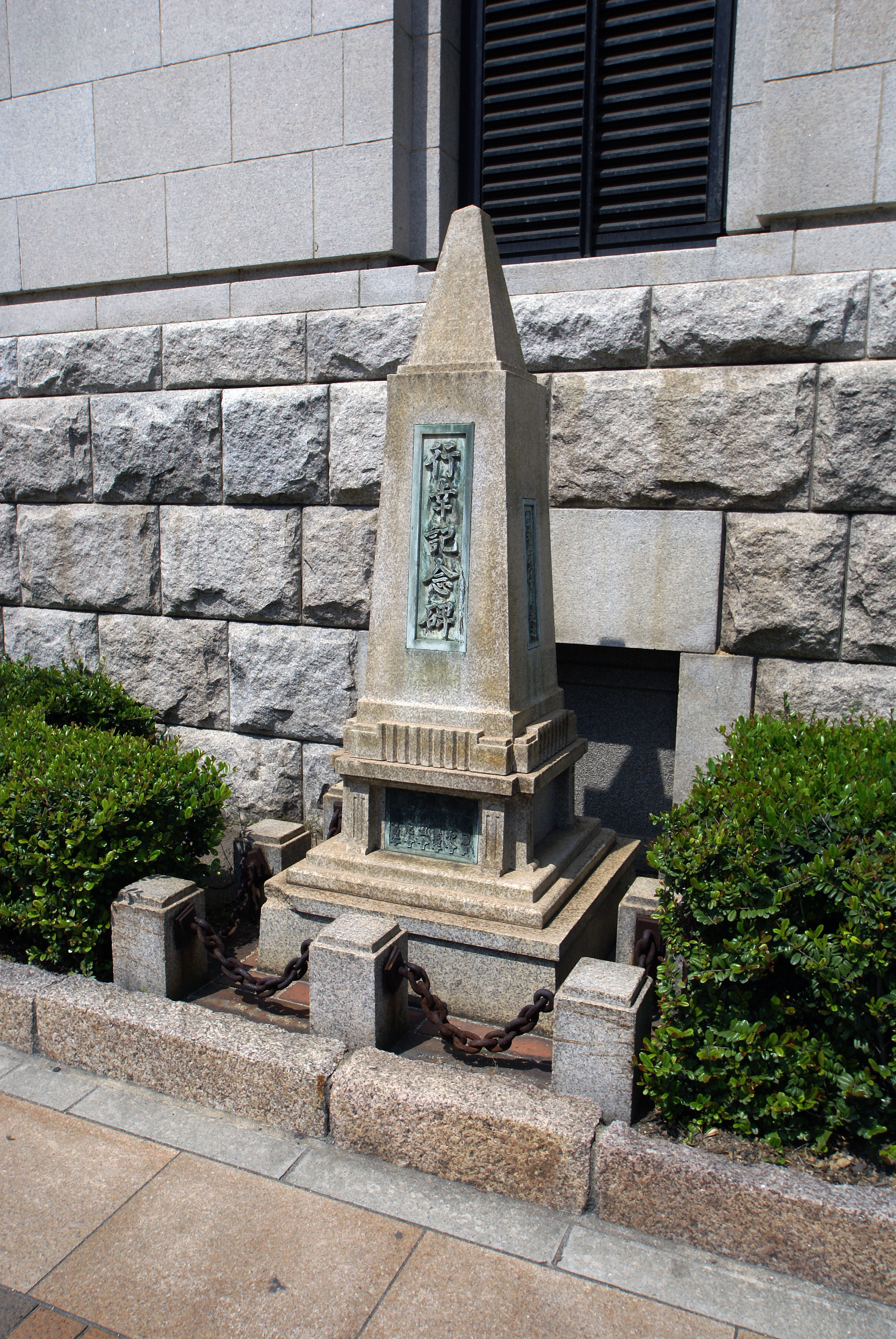
神戸税関行幸記念碑。1899年（明治32年）11月、居留地撤廃を記念しての行幸。

- 聚楽第行幸：1588年（天正16年）4月14日-18日。

第108代後水尾天皇
- 二条城行幸：1626年（寛永3年）10月25日 - 10月30日

第122代明治天皇
- 地方巡幸：1868年（明治元年）以降[6]。
  - 1872年5月23日-7月12日　大阪、中国、西国（近畿、四国、九州）
  - 1876年6月2日-7月21日　東北
  - 1878年8月30日-11月9日　北陸道、東海道
  - 1880年6月16日-7月26日　山梨県、三重県、京都府
  - 1885年7月26日-8月12日　山陽道（山口県、広島県、岡山県）

第124代昭和天皇
在位中、沖縄県を除く46都道府県に行幸した。
- 戦後巡幸：1946年（昭和21年）2月から一時期の中断をはさんで1954年（昭和29年）まで
- 皇太子時代の1923年（大正12年）に台湾行啓、摂政時代の1925年（大正14年）に樺太行啓も行われている。

第125代天皇（現：上皇明仁）
在位中、全47都道府県に行幸した。

## 明治天皇「聖蹟」
史蹟名勝天然紀念物保存法により史蹟に指定されていた明治天皇の行在所等の「聖蹟」は、1948年（昭和23年）6月29日付け、昭和23年文部省告示第64号によって一斉に指定解除された。同告示（『官報』6435号所載）には指定解除物件の一覧がある。

## 四大行幸啓

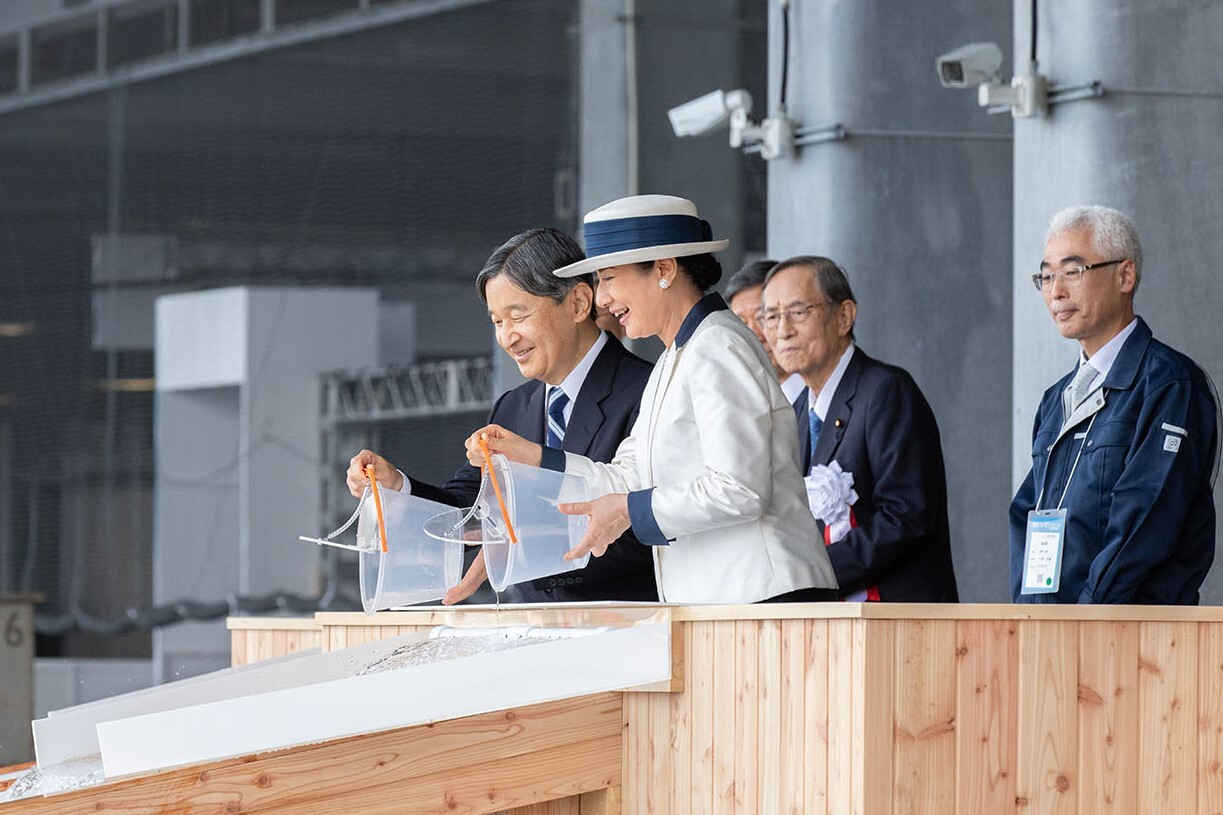
第42回全国豊かな海づくり大会での天皇徳仁、皇后雅子（2023年）

天皇は毎年開催される以下の行事には皇后を同伴して行幸するため、「四大行幸啓」といわれる。
- 全国植樹祭
- 国民スポーツ大会（旧:国民体育大会）
- 全国豊かな海づくり大会
- 国民文化祭

この時には当該行事に臨席するだけでなく、天皇、皇后の希望により地域の高齢者福祉施設、障碍者福祉施設の視察・行幸啓を計画に入れるのが慣例になっている。

## 古代の行幸
のちの女帝持統天皇は正式即位前の持統天皇4年（690年）正月に吉野宮に行幸したが、その後も吉野へ行幸し、計31回となる。これは（天武天皇が天皇号を称したのち）天皇としての権威や正当性を補い、強化するための行幸とみられ、皇后就任の地としての吉野宮を訪れることで、先の女帝である皇極（斉明）天皇と同様に、天皇としての資格・正当性を宣伝する意味合いがあったとされる。
天平15年（743年）に聖武天皇が恭仁宮から紫香楽宮に行幸した際に五位以上が28名、六位以下が2370名随行（当時の用語では「陪従」と呼ぶ）したと記されている（『続日本紀』天平15年4月辛卯条）他、また他の奈良時代から平安時代にかけての他の行幸でも1000名以上の随行が確認できる行幸が複数確認できるため、天皇の行幸となるとその1000名もしくは2000名クラスでの陪従者が発生したと考えられる。行幸に際しては律令官人は天皇に随従する「陪従」と宮都を守護する「留守」を務めるものとされ、特に前者は功労として位階の授与が与えられる場合があった。また、公式令には中国の例に倣って天皇の行幸時には皇太子が監国を務めて留守を守ることを前提とした条文が存在しているが、史書で確認できる行幸では皇太子が陪従している事例がほとんどで、皇親や議政官が「留守官」に任じられて天皇の留守中の宮都の管理を行っていた。

## 平成期以降の行幸啓
現在（平成以降）の行幸は、天皇皇后の二人で行う「行幸啓」が原則である。国内の行幸は金曜日から月曜日、土曜日から火曜日の三泊四日で一つの道府県へ行幸啓するように計画される。行幸啓においては宮内庁の総務課長が「行幸主務官」として責任者となる。そのため総務課長は警察庁からの出向者が務める。行幸啓に使用する交通機関は航空機は民間の航空会社の特別機、新幹線も特別車となる。見送りには首相、宮内庁次長、警視総監が出席する。1994年2月の小笠原行幸啓では、現地に飛行場がなく、船舶では時間がかかるため、海上自衛隊のUS-1A飛行艇が使用された。

### 供奉者
行幸には以下の者が随行する。これらを「供奉者（ぐぶしゃ）」という。
- 宮内庁長官
- 侍従長、侍従
- 女官長、女官
- 侍医
- 宮内庁総務課長、宮内庁職員
- 警察庁長官、警察庁職員
- 皇宮警察本部長、皇宮警察職員

訪問先では訪問地の知事と首長が供奉者に加わる。

### 車両編成
行幸啓先での天皇、皇后の鹵簿は以下のような編成となる。

#### 通常編成

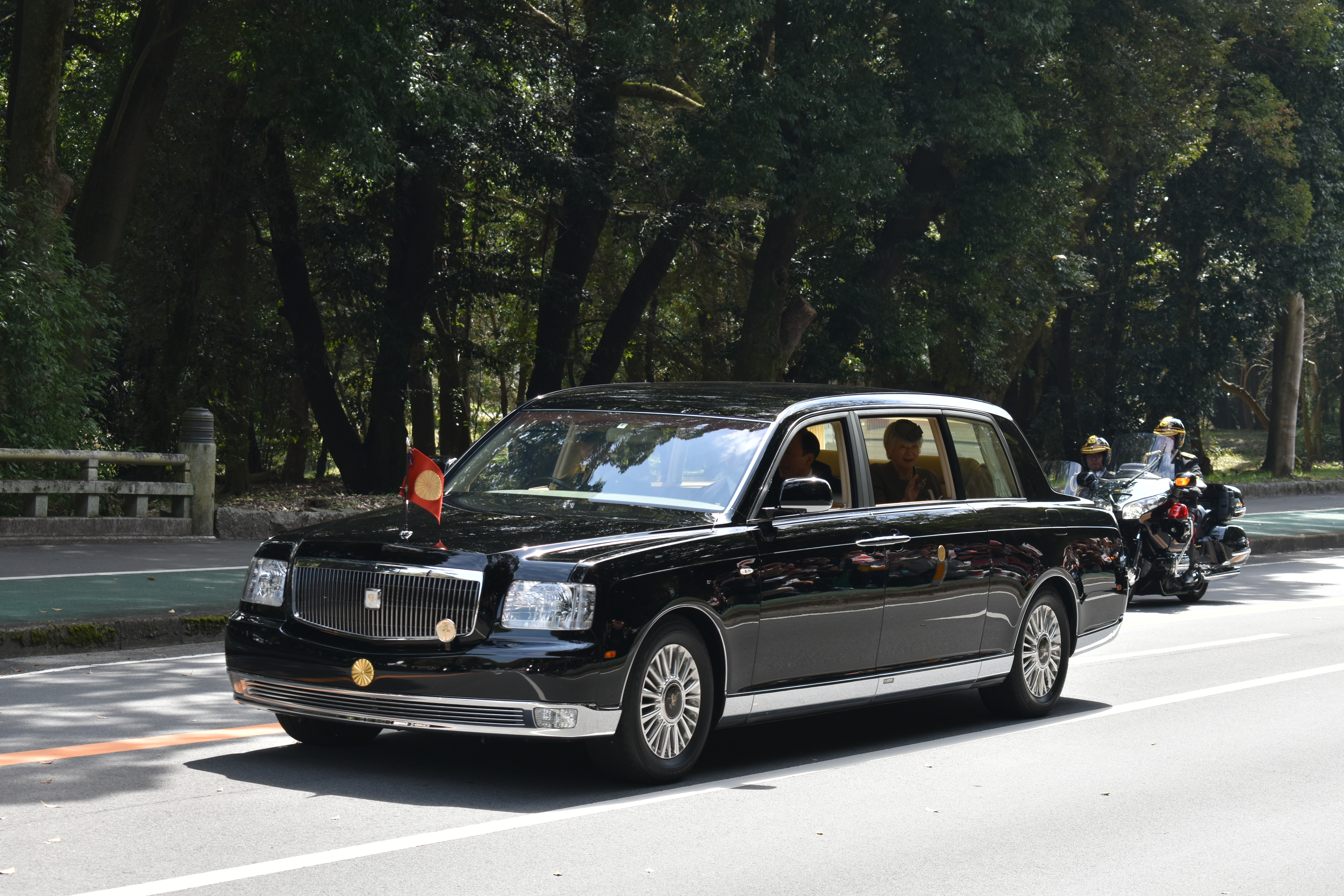
御料車（2019年、奈良県にて）

先導車
白バイ護衛2台
前駆車(黒塗りの自動車)
行幸主務官と警官2人
御料車
天皇、皇后と護衛官
側衛車
白バイの護衛2台
後衛車
訪問先の警察本部長、護衛官（責任者）、護衛官
供奉車（マイクロバス）
宮内庁長官、侍従長、侍従、女官長、女官、侍医、宮内庁職員2人、訪問先の道府県庁職員、護衛官3人
第1随従車
知事、道府県議会議長、道府県庁秘書課長
第2随従兼無線車
警察庁長官、皇宮警察本部長、警察庁職員2人、護衛官、警察官2人
後押さえ車
白バイ2台
報道1号車（バス）
宮内庁記者会、道府県広報課職員、宮内庁職員
報道2号車（バス）
地元記者クラブ、記者、道府県広報課職員
予備車両
道府県庁職員2人
予備
白バイ2台

#### 災害被災地
災害被災地の行幸啓では、前駆車、御料車（マイクロバス）、後衛車の3台のみとなり、御料車になるマイクロバスに供奉者も同乗する。白バイの護衛はなく、地元の知事や警察本部長は災害救援優先のために随従しない。

## 行幸を題材にした和歌
- このたびは幣もとりあへず手向山もみぢのにしき神のまにまに（菅原道真）
- 小倉山峰のもみぢ葉心あらばいまひとたびの御幸またなむ（藤原忠平）

## 行幸にちなむ名称
- 御幸道路：三重県道37号鳥羽松阪線等の通称で、伊勢神宮への参道。明治天皇の行幸から。
- 行幸道路：東京都道・神奈川県道51号町田厚木線の通称。昭和天皇の行幸から。
- 行幸通り：東京都道404号皇居前東京停車場線の通称。行幸の際に使う、皇居と東京駅を継ぐ道路。
- みゆき通り：兵庫県姫路市。明治天皇の行幸から。
- 行啓通：北海道札幌市中央区にある南14条通のうち中島公園 - 国道230号にかけて。皇太子嘉仁親王（のちの大正天皇）の行幸に由来。行啓通と札幌市電が交わる地点に「行啓通停留場」がある。
- 行幸村（現・埼玉県幸手市行幸地区）：1875年（明治8年）に権現堂川の築堤の改修後に明治天皇の行幸があったことを記念して、1889年（明治22年）、町村制施行により、千塚村、円藤内村、松石村、高須賀村、外国府間村が合併して発足。
- 御幸村（現・熊本市御幸）：明治天皇の行幸から「部田村」から1903年に改称
- 御幸公園：川崎市幸区。明治天皇の行幸から。「幸区」の名もこれにちなむ。
- 御幸台：千葉県船橋市薬円台。「習志野」の名もこれにちなむ。
- 御幸ノ浜：神奈川県小田原市。明治6年（西暦1873年）、明治天皇と昭憲皇太后が地引網を見学したことに由来する。広義では早川-山王川（南町、本町、浜町）にかけて。松原神社例大祭時には同地でお浜降りが行われ、夏季には「御幸の浜海水浴場」が開かれる。
- 御幸が丘：茨城県つくば市。
- 聖蹟桜ヶ丘駅：東京都多摩市。「聖蹟」は「行幸の地」の意。明治天皇の行幸から。
- 旧多摩聖蹟記念館：東京都多摩市。都立桜ヶ丘公園内にある。明治天皇の行幸から。
- 行幸橋：東京都多摩市。
- 行幸湖：埼玉県幸手市、久喜市と茨城県猿島郡五霞町の境界にある調整池。

上記のほか、各地の「みゆき通り」のように行幸にちなむ名が随所に見られる。